# Lara Wong
Lara Wong (Vancouver) es una flautista y compositora canadiense especializada en flamenco. En 2021 se convirtió en la primera mujer y la primera persona extranjera ganadora del Premio Filón Minero al mejor instrumentalista del Festival de Cante de las Minas. En su trabajo combina también la flauta flamenca con el bansuri indio.

## Biografía
Su padre es chino y su madre japonesa. Nació en Canadá. Con cinco años comenzó estudios musicales de piano y flauta en Vancouver, su ciudad natal. A los diez años su profesor de piano le propuso tocar la Danza nº 5 de Enrique Granados. Tras su entusiasmo con esta pieza el profesor le aconsejó escuchar música flamenca. Tomó durante cuatro años clases de baile pero se dio cuenta -señala en sus entrevistas- que con su falta de coordinación no llegaría a ningún lado. Ya tocaba la flauta desde los nueve años cuando a los diecinueve descubrió al saxofonista y flautista español Jorge Pardo... "En este momento encontré mi rincón en el mundo flamenco" explica.
Se licenció en música en interpretación de flauta clásica y jazz en la Universidad McGill de Montreal donde amplió su conocimiento con maestros como Carolyn Christie y David Gossage.
En 2012 cuando terminó sus estudios viajó a España. Primero llegó a Granada y posteriormente a Sevilla donde recibió clases en la Fundación Cristina Heeren estudiando cante para mejorar su técnica tocando la flauta con María José Pérez, Pedro Sierra y Calixto Sánchez. Finalmente recabó en Madrid donde reside.  
En 2021 concursó en el Festival del Cante de las Minas y ganó el premio Filón convirtiéndose en la primera mujer ganadora del galardón.
En 2022 presentó su primer disco "Rosa de los vientos". Todos los temas son composiciones propias y cada canción está dedicada a un lugar donde ella vivió. Melón Jiménez es guitarrista y productor. También contó con la colaboración de El Bandolero, Tino di Geraldo y Masataka Suganuma. El disco está compuesto de ocho temas musicales, seis de ellos originales y otros dos versiones del tema de jazz 'My Foolish Heart' y otra versión de 'Tango' de Ryuichi Sakamoto.

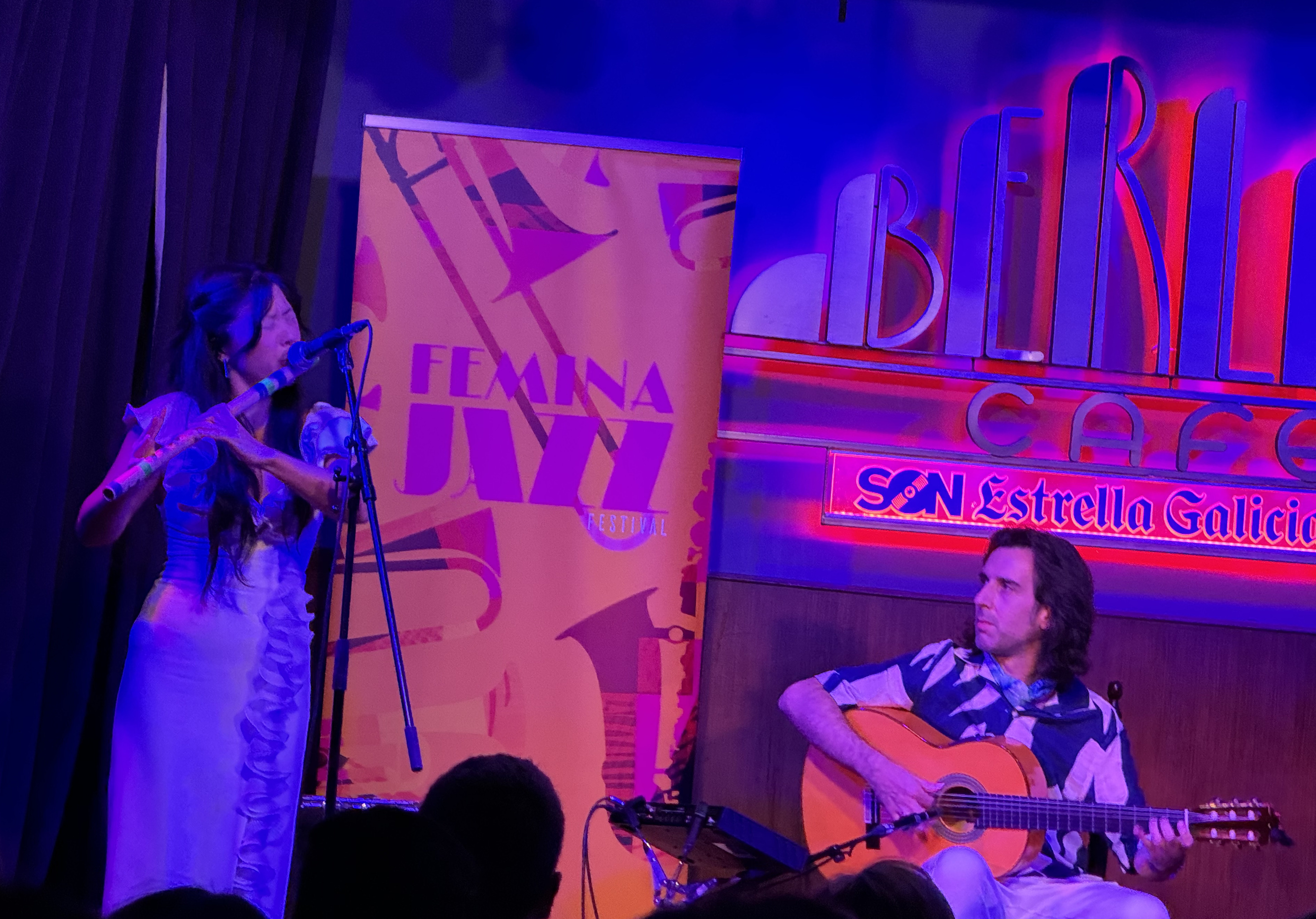
Lara Wong y Melón Jiménez en el Festival Femina Jazz 2024 de Madrid

En octubre de 2024 presenta "Confluencias" un nuevo trabajo con Melón Jiménez en el que mezclan instrumentos folclóricos con los sonidos electrónicos y la espiritualidad de la flauta bansuri con la guitarra flamenca. Fue presentado en Madrid en el Festival Femina Jazz.

### Conexión del flamenco con el bansuri
En su experimentación con la música flamenca Lara Wong ha incorporado la flauta india, el bansuri. Lara considera que la flauta es una nueva adición al flamenco y que lo mejor es volver a la raíz y aprender del cante y la guitarra. Cree que el bansuri va muy bien con el flamenco, especialmente para cantar letras. "Las técnicas del bansuri fueron desarrolladas para imitar el canto de la música india, y algunas de esas técnicas vocales indias son muy parecidas a las que se usan en el flamenco. Tiene sentido, porque el flamenco tiene raíces de la India. Entonces he descubierto que usando una mezcla de técnicas del bansuri y técnicas de la flauta flamenca, el bansuri puede sonar muy flamenco".

## Discografía
- "Rosa de los vientos" (2022)
- "Confluencias"  (2024)